# General Sherman
|  | Aquest article tracta sobre l'arbre de Califòrnia. Si cerqueu el general dels EUA, vegeu «William T. Sherman». |

El General Sherman és una sequoia gegant (Sequoiadendron giganteum) de grans dimensions que es troba en el bosc Giant Forest del Parc Nacional Sequoia, al comtat de Tulare de Califòrnia. Pel seu volum, té el rècord mundial de grandària entre els arbres amb una sola tija. L'arbre General Sherman no és l'arbre viu més alt del món (aquesta distinció pertany a l'arbre Hyperion, que és una sequoia costanera), ni tampoc és l'arbre de més amplada (tant el xiprer més ample com el baobab més ample tenen un diàmetre més gran), tampoc és l'arbre viu més vell (aquesta distinció pertany a l'arbre Methuselah, un Pinus longaeva).
L'arbre General Sherman fa 83,8 m d'alt amb un diàmetre de 7, 7 m i un volum del tronc estimat en 1.487 m3 i una edat estimada de 2,300 -2.700 anys; així doncs, és entre els arbres més alts, més amples i més vells del món.

## Història

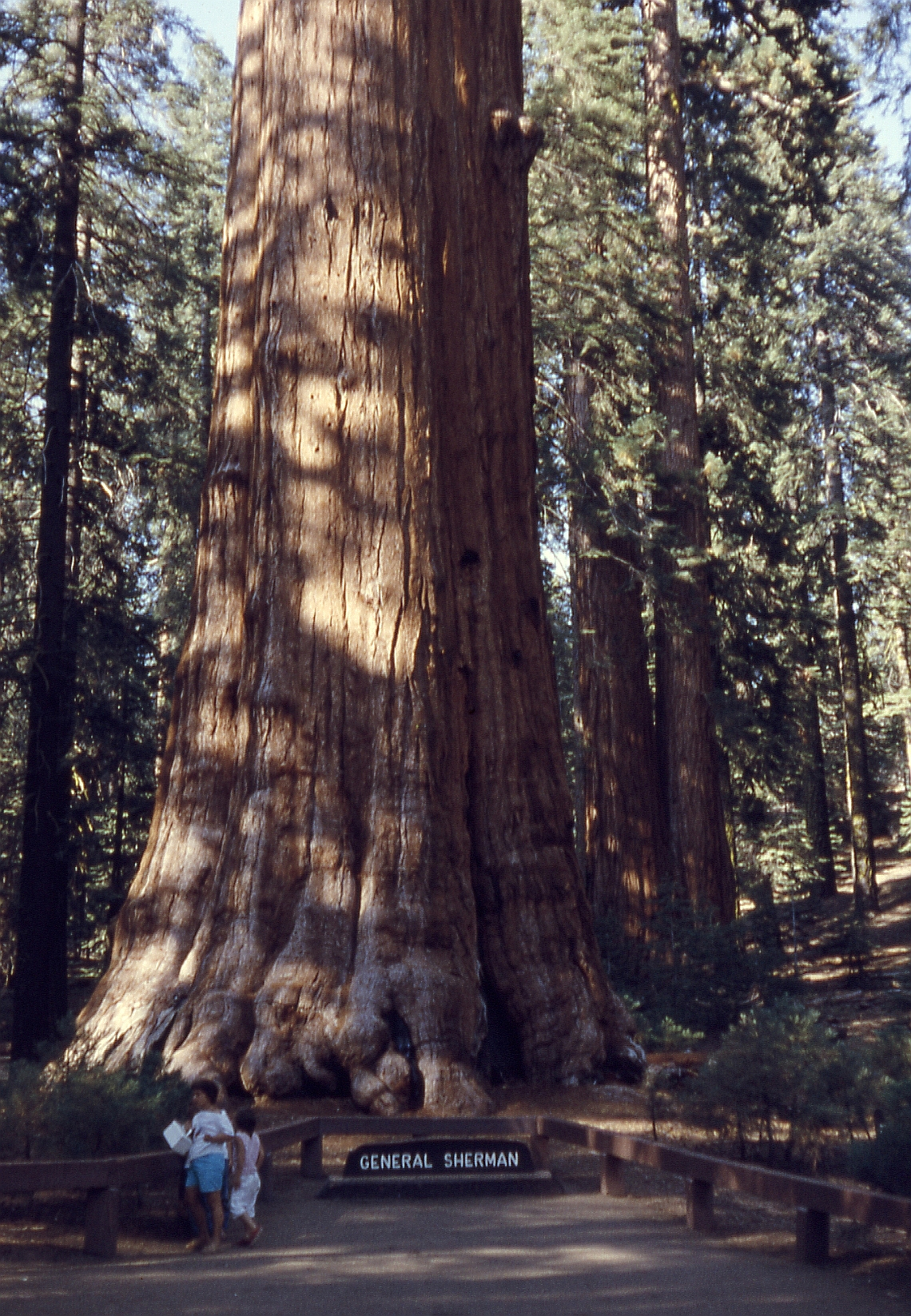
Base de l'arbre el setembre del 1962

L'any 1879, aquest arbre va rebre el seu nom en honor del general de la Guerra Civil dels Estats Units, William T. Sherman; va ser a proposta del naturalista James Wolverton, el qual havia estat lloctinent de la 9th Indiana Cavalry, comandada per Sherman. L'any 1931, seguint unes comparacions amb el proper arbre General Grant, es va identificar el General Sherman com l'arbre més gros del món per volum cubicat.